# Selago cucullata
Selago cucullata är en flenörtsväxtart som beskrevs av O.M. Hilliard. Selago cucullata ingår i släktet Selago och familjen flenörtsväxter. Inga underarter finns listade i Catalogue of Life.